# To Rock or Not to Be
To Rock or Not to Be ist das zwölfte Studioalbum der schweizerischen Hard-Rock-Band Krokus.

## Hintergrund
Als bei Fernando von Arb 1992 Lymphkrebs festgestellt wurde, war die Zukunft von Krokus nicht das erste Mal in der Bandhistorie ungewiss. Die – abgesehen von Fernando von Arb – gänzlich neu formierte Besetzung, die das Album Stampede eingespielt hatte, war wegen der ernsten Erkrankung des einzig verbliebenen Urmitglieds schon nach einem nur kurzen Intermezzo wieder Geschichte. Anschließend sollten drei Jahre vergehen, ehe wieder Leben in die erfolgreichste schweizerische Rockband aller Zeiten kommen sollte. Nachdem Fernando von Arb 1994 wieder vollständig genesen war, präsentierte sich die Band wiederum in einem neuen Line-Up – allerdings einem, das sich aus bereits altbekannten Musikern zusammensetzte: Der langjährige Frontmann Marc Storace kam für Peter Tanner zurück ans Mikro, Mark Kohler übernahm an Stelle von Tony Castell wieder die Rhythmusgitarre und Freddy Steady, der schon zwischen To You All und One Vice at a Time die Band komplettierte, ersetzte Peter Haas am Schlagzeug. Aus dem Vorgänger-Line-Up blieb, neben von Arb, lediglich Many Maurer übrig. Doch die beiden verbliebenen Mitglieder tauschten außerdem das Instrument: von Arb wechselte an die angestammte Position des Leadgitarristen zurück und Maurer übernahm den Bass. In dieser Besetzung absolvierte Krokus 1994 zunächst die Living Legend Tour, ehe sie noch im selben Jahr die nur in der Schweiz erhältliche EP You Ain’t Seen Nothin’ Yet und schließlich 1995 das Album To Rock or Not to Be veröffentlichte. Und dies erfreute vor allem die Fans, denn das, wie die beiden Vorgänger, in den Pink Tonstudios in Zuchwil entstandene und in zwei verschiedenen Cover-Artworks erhältliche Werk bietet geradlinigen, reifen, mit Blues angehauchten Hard Rock. Mit den Songs „Flying Through the Night“, „Lion Heart“ und „Natural Blonde“, die allesamt auch später noch im Liveset der Band auftauchen sollten, konnte das Album mit Platz 5 die bis dato höchste Platzierung in den schweizerischen Albumcharts von Heart Attack einstellen und darüber hinaus eine Goldauszeichnung einfahren. Erneut deutete vieles darauf hin, dass Krokus zurück seien, doch auch dieses Mal sollte es, wie schon so oft in der Bandgeschichte, anders kommen. Exakt wie nach dem ersten Comeback-Versuch 1988 brach auch dieses Mal die Besetzung annähernd komplett auseinander. Die gerade erst zurückgeholten Mitglieder Storace, Kohler und Steady waren genauso schnell, wie sie gekommen waren, auch wieder weg. Krokus schien das nächste Mal am Ende angelangt. Doch ein weiteres Mal wurde die Musikwelt eines besseren belehrt und so scharten die einzigen Line-Up-Konstanten des letzten Jahrzehnts, Fernando von Arb und Many Maurer, 1999 wiederum neue Mitstreiter um sich: Der walisische Frontmann Carl Sentance und beiden Schweizer, Rhythmusgitarrist Chris Lauper und Rückkehrer Peter Haas am Schlagzeug, komplettierten die Besetzung für den Nachfolger Round 13. To Rock or Not to Be wurde im Jahr 1999 im Doppelpack mit Stampede wiederveröffentlicht. Diese Version enthält die mit einem ca. 2-minütigen Percussion-Teil ergänzte Chesslete-Version des Bachman-Turner-Overdrive-Covers „You Ain’t Seen Nothin’ Yet“.

## Titelliste
1. Lion Heart (5:14) (Fernando von Arb/Jürg Naegeli/Marc Storace)
2. Flying through the Night (3:55) (von Arb/Many Maurer/Naegeli/Storace)
3. To Rock or Not to Be (3:23) (von Arb/Naegeli/Storace)
4. In the Dead of Night (5:06) (von Arb/Maurer/Storace)
5. Natural Blonde (5:12) (von Arb/Maurer/Naegeli/Storace)
6. Doggy Style (4:02) (von Arb/Mark Kohler/Maurer/Naegeli/Freddy Steady/Storace)
7. Talking Like a Shotgun (4:05) (von Arb/Kohler/Maurer/Naegeli/Steady/Storace)
8. Soul to Soul (4:54) (von Arb/Kohler/Maurer/Naegeli/Storace)
9. Stop the World (5:13) (von Arb/Naegeli)
10. You Ain’t Got the Guts to Do It (3:04) (von Arb/Kohler/Maurer/Naegeli/Storace)
11. Wagon Gone (5:01) (Kohler/Maurer/Naegeli/Storace)
12. Stormy Nights (5:11) (von Arb/Kohler/Maurer/Steady/Storace)

### Bonustrack der Wiederveröffentlichung von 1999
1. You Ain’t Seen Nothin’ Yet – Chesslete (6:23) (Randy Bachman/von Arb/Steady/Naegeli)

### Coverversion
- „You Ain’t Seen Nothin’ Yet“ ist eine Bachman-Turner-Overdrive-Coverversion. Das Lied wurde ursprünglich 1974 auf dem Album Not Fragile veröffentlicht.

### Wissenswertes
- „Lion Heart“ wurde vom Zürcher Eishockeyverein ZSC Lions als Vereinshymne verwendet.[6]

## Besetzung
Gesang: Marc Storace
Leadgitarre: Fernando von Arb
Rhythmusgitarre: Mark Kohler
Bass: Many Maurer
Schlagzeug: Freddy Steady

### Gastmusiker
Backgroundgesang: Andy Portmann, Chris Egger, Tony Castell